# Milford (Nova York)
Milford és una població dels Estats Units a l'estat de Nova York. Segons el cens del 2000 tenia 511 habitants.

## Demografia
Segons el cens del 2000, Milford tenia 511 habitants, 198 habitatges, i 143 famílies. La densitat de població era de 411 habitants/km².
Dels 198 habitatges en un 37,4% hi vivien nens de menys de 18 anys, en un 48% hi vivien parelles casades, en un 18,2% dones solteres, i en un 27,3% no eren unitats familiars. En el 20,7% dels habitatges hi vivien persones soles el 9,1% de les quals corresponia a persones de 65 anys o més que vivien soles. El nombre mitjà de persones vivint en cada habitatge era de 2,56 i el nombre mitjà de persones que vivien en cada família era de 2,9.
Per edats la població es repartia de la següent manera: un 27% tenia menys de 18 anys, un 6,7% entre 18 i 24, un 27% entre 25 i 44, un 26,4% de 45 a 60 i un 12,9% 65 anys o més.
L'edat mediana era de 39 anys. Per cada 100 dones de 18 o més anys hi havia 92,3 homes.
La renda mediana per habitatge era de 43.594 $ i la renda mediana per família de 45.375 $. Els homes tenien una renda mediana de 25.417 $ mentre que les dones 21.518 $. La renda per capita de la població era de 17.282 $. Entorn del 3,6% de les famílies i el 7,1% de la població estaven per davall del llindar de pobresa.